# NGC 4512
NGC 4512 (NGC 4521) é uma galáxia espiral (S0-a) localizada na direcção da constelação de Draco. Possui uma declinação de +63° 56' 22" e uma ascensão recta de 12 horas, 32 minutos e 47,6 segundos.
A galáxia NGC 4512 foi descoberta em 20 de Março de 1790 por William Herschel.